# Arrondissement Lyon
Lyon is een arrondissement in de Franse regio Auvergne-Rhône-Alpes. De grenzen van het arrondissement komen overeen met de Métropole de Lyon en het zuidelijke gedeelte van het departement Rhône.

## Geschiedenis
Tot 1 januari 2015 was het arrondissement Lyon onderdeel van het departement Rhône en omvatte 43 kantons en 162 gemeenten. Bij de vorming van de Métropole de Lyon werden de 101 gemeenten, die onderdeel bleven van het departement Rhône, overgeheveld naar het arrondissement Villefranche-sur-Saône.
Tussen 1 januari 2015 en 1 februari 2017 omvatte het arrondissement Lyon nog 59 gemeenten. Binnen de Métropole de Lyon werden alle kantons opgeheven.
Vanaf 1 februari 2017 werd het zuidelijke gedeelte van het arrondissement Villefranche-sur-Saône aan het arrondissement toegevoegd. Het arrondissement bevat nu 134 gemeenten

## Bestuurlijke onderverdeling
Het arrondissement is in het departement Rhône samengesteld uit de kantons:
- Kanton L'Arbresle (gedeeltelijk)
- Kanton Brignais
- Kanton Genas
- Kanton Mornant
- Kanton Saint-Symphorien-d'Ozon
- Kanton Vaugneray

In de Métropole de Lyon is het samengesteld uit de volgende 58 gemeenten: 
Albigny-sur-Saône, Bron, Cailloux-sur-Fontaines, Caluire-et-Cuire, Champagne-au-Mont-d'Or, Charbonnières-les-Bains, Charly, Chassieu, Collonges-au-Mont-d'Or, Corbas, Couzon-au-Mont-d'Or, Craponne, Curis-au-Mont-d'Or, Dardilly, Décines-Charpieu, Écully, Feyzin, Fleurieu-sur-Saône, Fontaines-Saint-Martin, Fontaines-sur-Saône, Francheville, Genay, Givors, Grigny, Irigny, Jonage, Limonest, Lissieu, Lyon, Marcy-l'Étoile, Meyzieu, Mions, Montanay, La Mulatière, Neuville-sur-Saône, Oullins-Pierre-Bénite, Poleymieux-au-Mont-d'Or, Quincieux, Rillieux-la-Pape, Rochetaillée-sur-Saône, Saint-Cyr-au-Mont-d'Or, Saint-Didier-au-Mont-d'Or, Sainte-Foy-lès-Lyon, Saint-Fons, Saint-Genis-Laval, Saint-Genis-les-Ollières, Saint-Germain-au-Mont-d'Or, Saint-Priest, Saint-Romain-au-Mont-d'Or, Sathonay-Camp, Sathonay-Village, Solaize, Tassin-la-Demi-Lune, La Tour-de-Salvagny, Vaulx-en-Velin, Vénissieux, Vernaison en Villeurbanne

## Voormalige kantons
Het arrondissement was tot 1 januari 2015 samengesteld uit de volgende kantons:
- Kanton L'Arbresle
- Kanton Bron
- Kanton Caluire-et-Cuire
- Kanton Condrieu
- Kanton Décines-Charpieu
- Kanton Écully
- Kanton Givors
- Kanton Irigny
- Kanton Limonest
- Kanton Lyon-I
- Kanton Lyon-II
- Kanton Lyon-III
- Kanton Lyon-IV
- Kanton Lyon-V
- Kanton Lyon-VI
- Kanton Lyon-VII
- Kanton Lyon-VIII
- Kanton Lyon-IX
- Kanton Lyon-X
- Kanton Lyon-XI
- Kanton Lyon-XII
- Kanton Lyon-XIII
- Kanton Lyon-XIV
- Kanton Meyzieu
- Kanton Mornant
- Kanton Neuville-sur-Saône
- Kanton Oullins
- Kanton Rillieux-la-Pape
- Kanton Saint-Fons
- Kanton Saint-Genis-Laval

Het kanton binnen het departement Rhône tot 1 januari 2015

- Kanton Saint-Laurent-de-Chamousset
- Kanton Saint-Priest
- Kanton Saint-Symphorien-d'Ozon
- Kanton Saint-Symphorien-sur-Coise
- Kanton Sainte-Foy-lès-Lyon
- Kanton Tassin-la-Demi-Lune
- Kanton Vaugneray
- Kanton Vaulx-en-Velin
- Kanton Villeurbanne-Centre
- Kanton Villeurbanne-Nord
- Kanton Villeurbanne-Sud
- Kanton Vénissieux-Nord
- Kanton Vénissieux-Sud